# 普津澤画乃新
普津澤 画乃新（ふつざわ かくのしん、1985年4月13日 - ）は、日本のゲームクリエイター。スクウェア・エニックス所属。漫画家。秋田県大館市出身。弟はアニメーターの普津澤時ヱ門。

## 経歴
『週刊少年ジャンプ』（集英社）の月例新人賞であるジャンプ十二傑新人漫画賞で2005年3月期の佳作を受賞した「JIKANGAE」が『赤マルジャンプ』2005SUMMERに掲載されデビュー。『週刊少年ジャンプ』には2007年39号に読切「ANAAKI'S」（第3回金未来杯ノミネート作品）、2012年8号に読切「DOPPELER」が掲載された。
その後、スクウェア・エニックスのCGムービー制作部門であるヴィジュアルワークス部に所属するが、『OCTOPATH TRAVELER』では漫画家だった経歴を買われ、主人公8人のうち3人分（アーフェン・トレサ・プリムロゼ）のシナリオを担当した。
長らく漫画を発表していなかったが、2022年9月29日、ジャンプ+でゲー魔王の連載を開始する。

## 主な作品
漫画
- JIKANGAE（『赤マルジャンプ』2005SUMMER）
- ANAAKI'S（『週刊少年ジャンプ』2007年39号）
- DOPPELER（『週刊少年ジャンプ』2012年8号）
- 『ゲー魔王』、集英社〈ジャンプコミックス〉、全5巻（『少年ジャンプ+』2022年 - 2024年）
  1. 2023年3月3日発売、ISBN 978-4-08-883445-0
  2. 2023年7月4日発売、ISBN 978-4-08-883612-6
  3. 2023年10月4日発売、ISBN 978-4-08-883711-6
  4. 2024年3月4日発売、ISBN 978-4-08-883871-7
  5. 2024年9月4日発売、ISBN 978-4-08-884243-1

アニメ
- ハッカドール THE あにめ〜しょん（2015年、第10話絵コンテ）

映画
- KINGSGLAIVE FINAL FANTASY XV（2016年、絵コンテ）

ゲーム
- OCTOPATH TRAVELER（2018年、シナリオ）
- OCTOPATH TRAVELER 大陸の覇者（2020年-、メインシナリオ）
- OCTOPATH TRAVELER II（2023年、シナリオ）